# Тельмана (Винницкая область)
Тельмана (укр. Тельмана) — упразднённый посёлок, входил в Липовецкий район Винницкой области Украины.
Население по в 2019 году составляло 0 человек. Почтовый индекс — 22545. Телефонный код — 4358. Код КОАТУУ — 522286103.
В 2019 году исключен из учетных данных.

## Местный совет
22545, Вінницька обл., Липовецький р-н, с. Скитка, вул. Садова, 40